# Baseline-Nunatakker
Die Baseline-Nunatakker sind eine Gruppe von Nunatakker im ostantarktischen Mac-Robertson-Land. Sie ragen 8 km südlich des Mount McKenzie entlang der Südseite der Aramis Range in den Prince Charles Mountains aus dem Kontinentaleis auf.
Teilnehmer der von 1956 bis 1957 dauernden Forschungsreise im Rahmen der Australian National Antarctic Research Expeditions unter der Leitung des australischen Bergsteigers William Gordon Bewsher (1924–2012) besuchten die Formation im Januar 1957. Die Nunatakker bilden das östliche Ende einer Fotobasislinie, die bis zum Mount Hollingshead im Westen reicht und der sie ihren Namen verdanken.